# Educația din Târgu Mureș
Educația din Târgu Mureș de-a lungul istoriei a avut sarcina de a pregăti omul ca element activ al vieții sociale. În conformitate cu Legea educației (adoptată în 1995), sistemul educativ este reglementat de către Ministerul Educației, Cercetării și Inovării (MECI). Fiecare nivel are propria sa formă de organizare și este subiectul legislației în vigoare

## Istoric

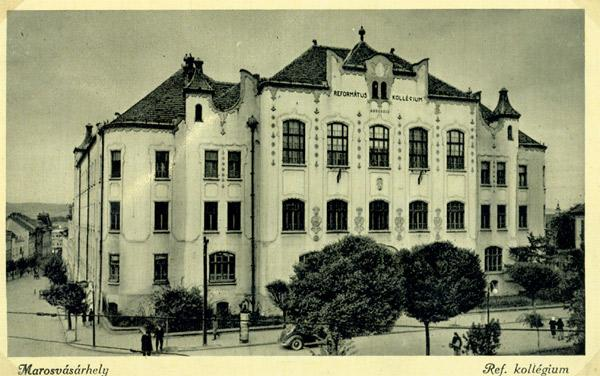
Clădirea Liceului Teoretic "Bolyai Farkas" în anul 1910

Dezvoltarea simțitoare a educației în Târgu Mureș a avut loc după reforma protestantă. În anul 1557 a fost menționată existența unei biblioteci, pe lângă un așezământ instructiv-educativ numit Schola Particula în incinta Bisericii Reformate din Cetate, prima școală de acest fel de pe cuprinsul României actuale. În 1718 școala a fost reorganizată și redenumită în Colegiul Reformat, iar printre disciplinele studiate se număra teologia și filozofia. Din 1797 se studia atât dreptul, cât și filologia și științele ale naturii. Guvernatorul Sámuel Teleki în timpul petrecut la Viena a planificat dezvoltarea bibliotecii școlii. Visul lui era realizarea unei biblioteci de dimensiune mare, absolut europeană. El acumulase nenumărate cărți și materiale tipărite de pe moșiile de pe întreaga Vale a Mureșului. În anul 1802 după ce fondul de carte a fost îndeajuns de bogat, biblioteca își deschise porțile în mod oficial și a fost declarată bibliotecă publică.
În perioada dualismului, primarul Dr. Bernády György a pus un accent deosebit pe educație. În timpul mandatului său au fost construite, atât din fonduri proprii, cât și din fonduri de la Budapesta, grădinițe, școli elementare, gimnazii (în limba maghiară și germană gimnaziul este liceul) separate pentru băieți și fete, școală militară și colegii. Totodată și construirea clădirilor instuțiilor de învățământ reformate, catolice și evreiești au fost cofinanțate de către primărie. Astfel, se poate spune că absolut toate instituțiile de educație de prestigiu actuale din oraș, cum ar fi Colegiul Unirea, Colegiul A. Papiu Ilarian, Liceul de Artă, Liceul Teoretic Bolyai Farkas, Universitatea de Medicină și Farmacie și Universitatea Petru Maior, funcționează în clădirile construite de către edilul șef de atunci.
În prezent, în Târgu Mureș funcționează 102 de unități de învățământ care pot fi împărțite astfel: 41 pentru învățâmântul preșcolar, 20 pentru învățământul primar și gimnazial, 6 licee, 10 grupuri școlare, 10 școli complementare sau de ucenici, 10 postliceale sau de specialitate și 4 instituții de învățământ superior.

## Tipuri de învățământ

### Învățământ superior
Învățământul superior în Târgu Mureș este reprezentat de instituții de stat și de instituții particulare. Din prima categorie fac parte Universitatea de Medicină și Farmacie, Universitatea Petru Maior și Universitatea de Arte. Din a doua categorie fac parte: Universitatea Dimitrie Cantemir și Universitatea Sapientia.
Universitatea de Medicină și Farmacie este una din cele mai prestigioase instituții de învățământ superior de stat din România, cu statut multicultural și multilingvistic, conform legii educației naționale, înființată în anul 1945. și Universitatea derulează programele de cercetare. Prin temele de cercetare abordate,  universitatea încearcă să își păstreze un loc de frunte în școala românească de medicină Un plus în consolidarea imaginii școlii de medicină din Târgu Mureș este adus și de centrul de instruire național în medicina de urgență, efectuat de SMURD Târgu Mureș.
Prin transferarea Academiei de Arta Teatrală din Cluj s-a creat Universitatea de Arte, care a purtat mult timp numele actorului, regizorului de origine ardelenească István Szentgyörgyi. Academia are trei secții cu predare în limba română și în maghiară: actorie, teatrologie și regie, iar în urma finalizării lucrărilor de reabilitare Casei Pálffy din strada Bolyai, a fost dat în folosință sediul Facultății de Muzică.
Cercetarea în domeniul științelor sociale este efectuată în unul din institutele Academiei Române, Institutul de cercetări socio-umane "Gheorghe Șincai", înființat în 1957. Cercetătorii care activează aici acoperă mai multe domenii ale științelor sociale, precum: istoria, istoria literaturii și literatura comparată, psihologia.

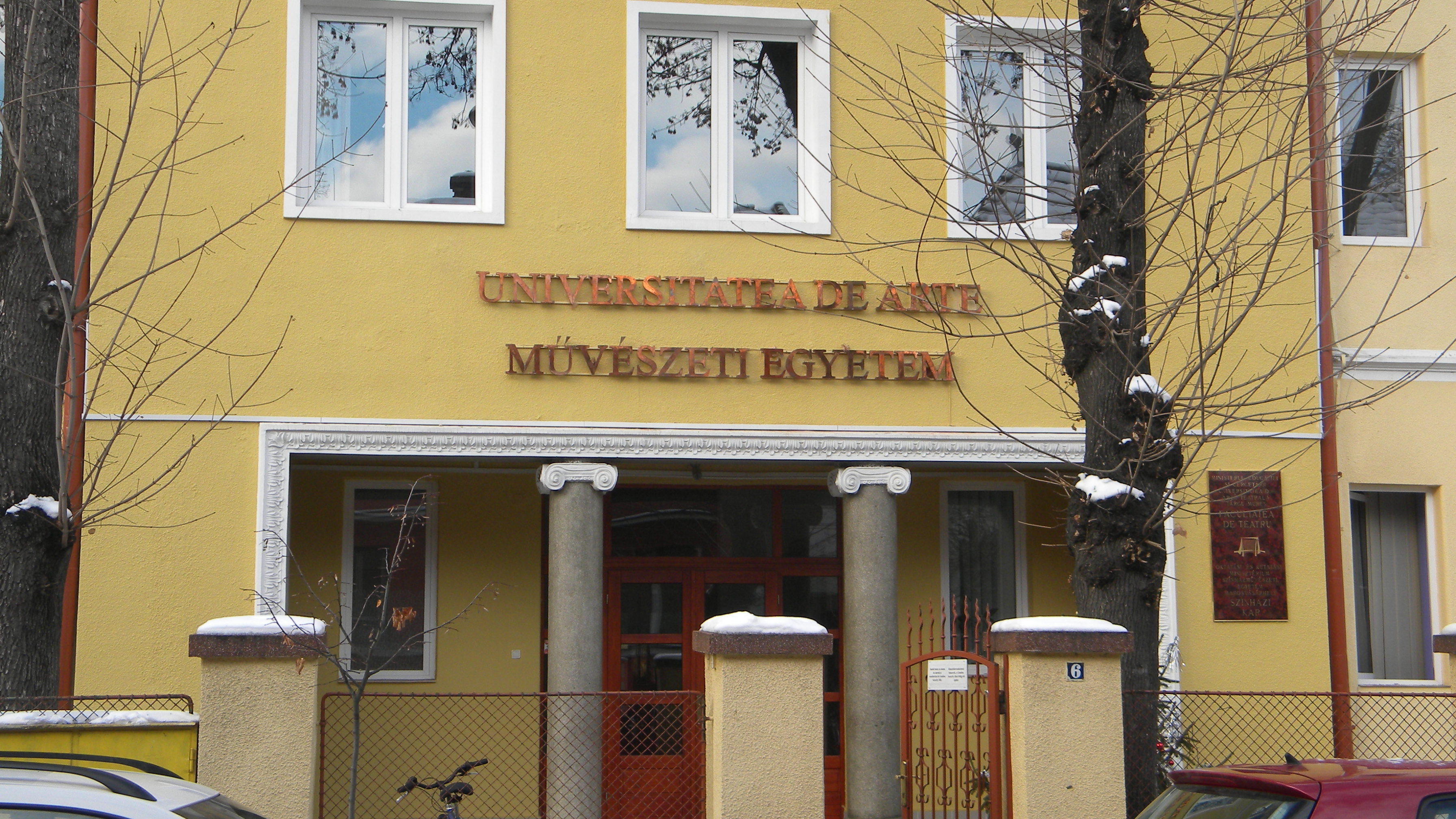
Universitatea de Arte din Târgu Mureș
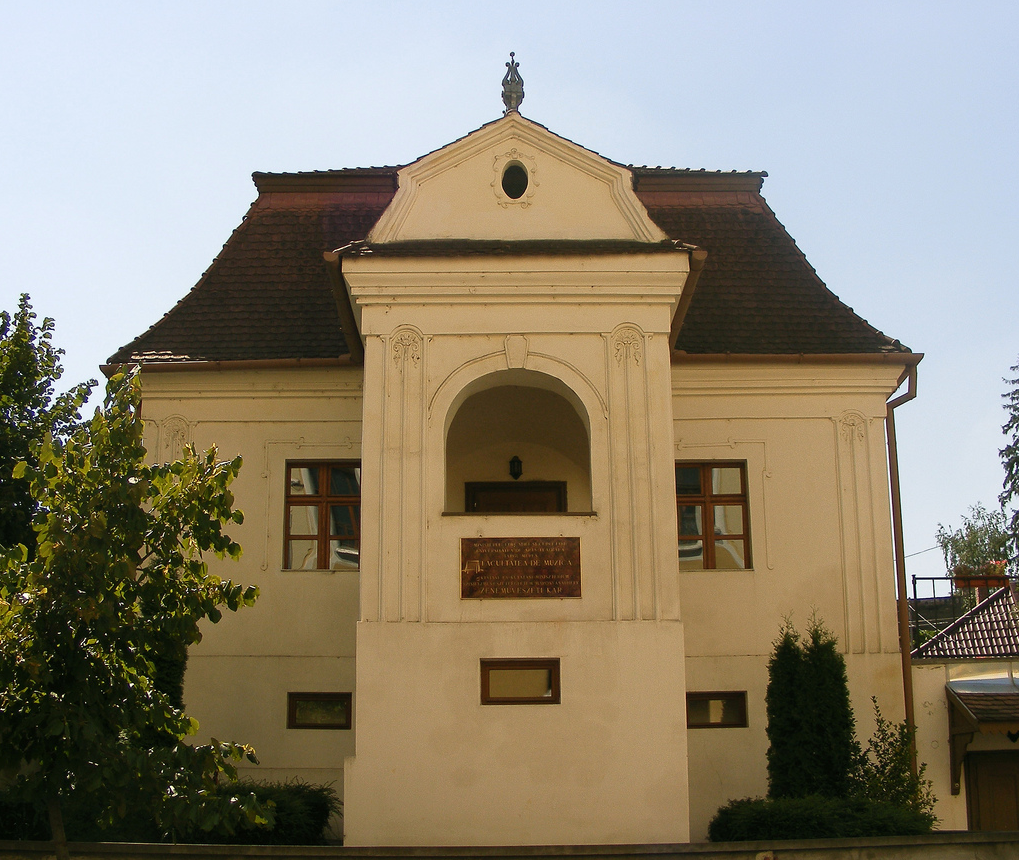
Facultatea de Muzică, Casa Pálffy din strada Bolyai
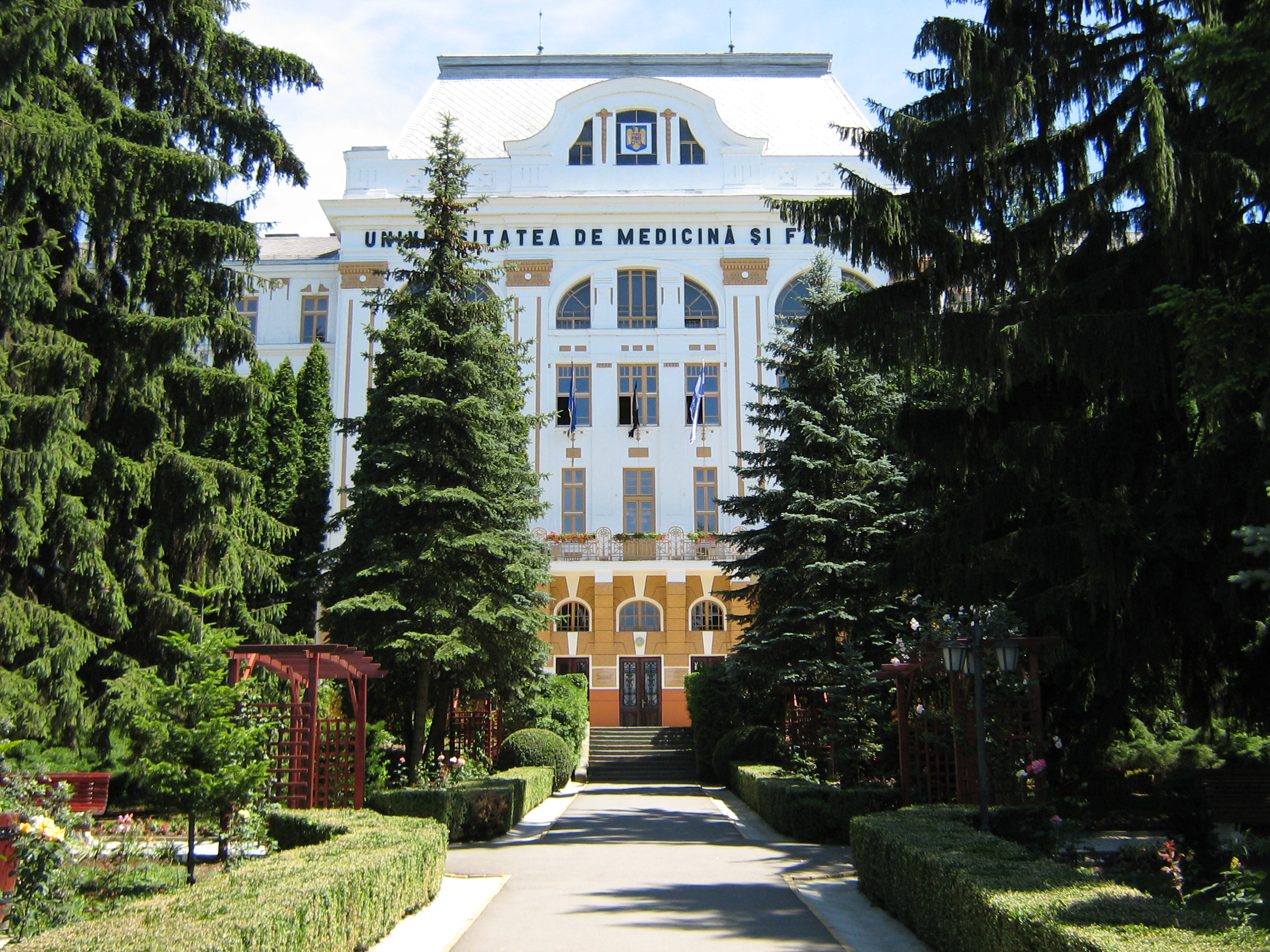
Universitatea de Medicină şi Farmacie
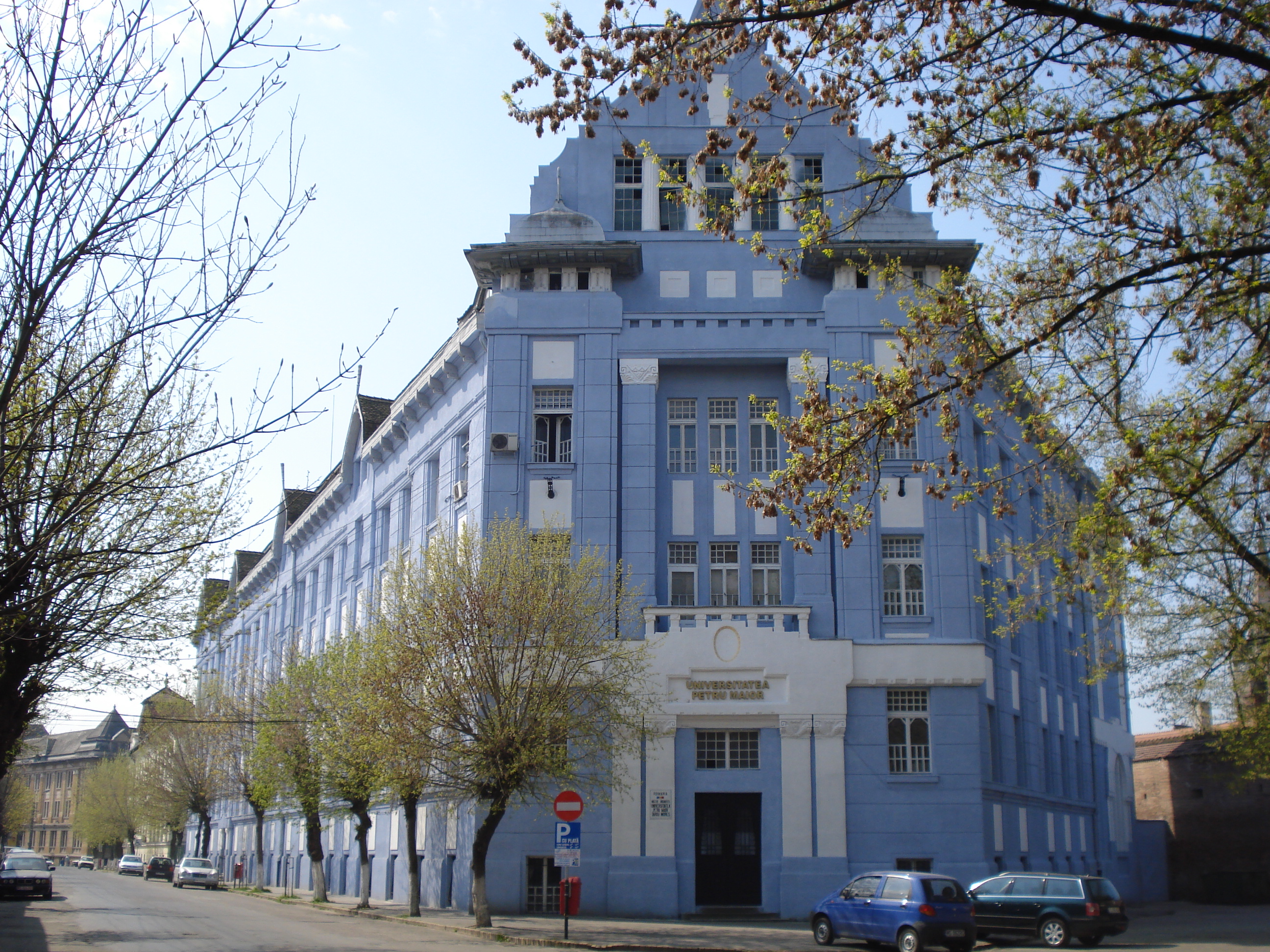
Universitatea Petru Maior
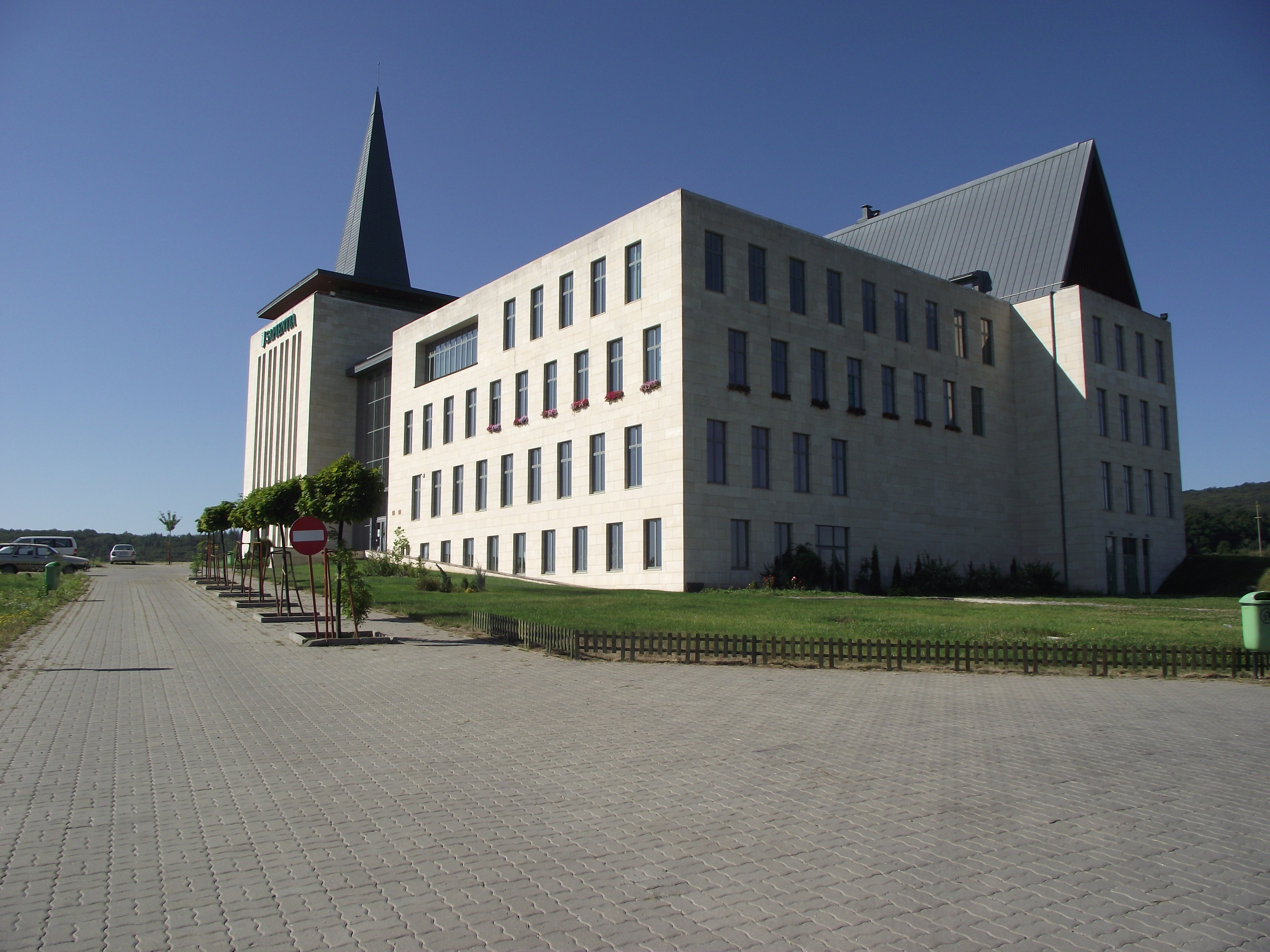
Universitatea Sapientia

### Învățământ liceal
Principalele instituții de învățământ liceal ale orașului sunt: Colegiul Național „Alexandru Papiu Ilarian”, Colegiul Național Pedagogic ,,Mihai Eminescu”, Colegiul Național „Unirea”, Liceul de Artă, Liceul Teoretic "Bolyai Farkas", Liceul Vocațional Reformat,  Liceul Teoretic ,,Gheorghe Marinescu”, Liceul Tehnologic Electromureș, Liceul Tehnologic ,,Gheorghe Șincai”, Liceul Tehnologic ,,Avram Iancu”, Liceul Tehnologic ,,Ion Vlasiu”, Colegiul Economic "Transilvania" și Colegiul Agricol "Traian Săvulescu".
În Târgu Mureș sunt două școli afiliate în programul DSD (Deutsches Sprachdiplom), Liceul Teoretic Bolyai Farkas și Colegiul A. Papiu Ilarian, care cu ajutorul cadrelor didactice instruite în Germania dă posibilitatea de a pregăti elevii pentru a obține diploma de limba germană la nivel B2\C1. 

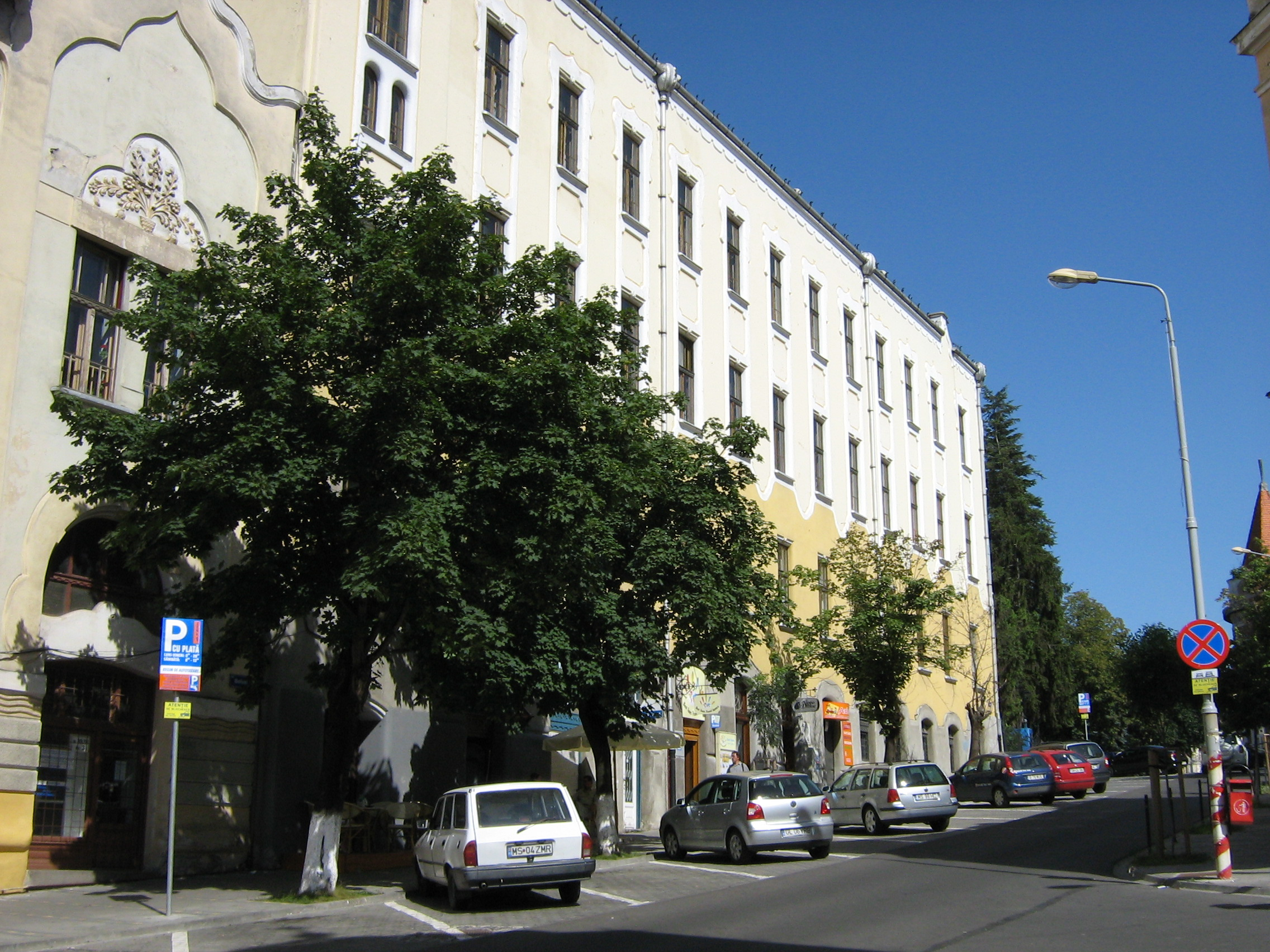
Colegiul Reformat
Colegiul Naţional Unirea
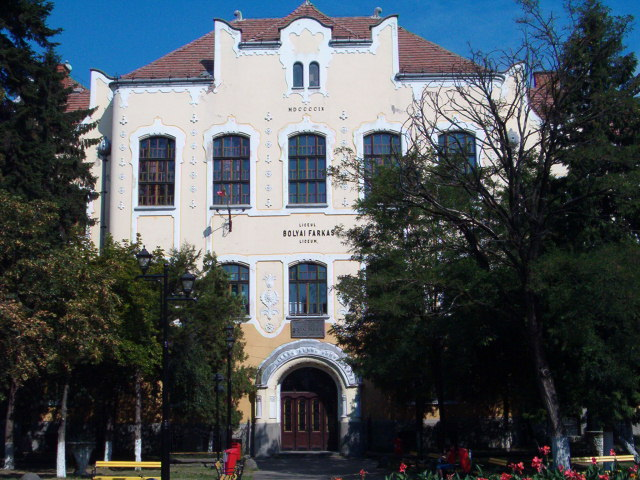
Liceul Teoretic Bolyai Farkas

### Învățământ primar
Învățământul primar din Târgu Mureș este garantat de 26 de unități școalare cu limbile de predare română, maghiară și germană.

## Statistică
La sfârșitul sesiunii iunie-iulie din 2012 promovabilitatea la examenul de bacalaureat în județul Mureș a fost de 45,74%, puțin peste media anului trecut. Din elevii înscriși în sesiunea din această vară, șapte au fost eliminați din concurs și 238 nu s-au prezentat. În 2011, rata de promovare la nivelul județului Mureș a fost de 45,56%, puțin sub media națională de 45,72%.